# Mouaauya Meklouche
Mouaauya Meklouche (en arabe : معاوية مكلوش), né le 3 novembre 1990 à Bologhine (Algérie), est un footballeur algérien qui évolue au poste d'attaquant.

## Biographie
Né le 3 novembre 1990 à Bologhine, Mouaauya Meklouche commence la pratique du football dans les jeunes catégories du club local de l'USM Alger. En novembre 2005, à l'occasion de la cérémonie du Ballon d'or algérien, il est désigné meilleur cadet de la saison 2004-2005.
Meklouche reçoit en décembre 2008 sa première convocation chez les seniors de l'USMA, alors entraînés par Oscar Fulloné. Un mois plus tard, tirant profit de l'absence de quelques cadres de l'équipe, il prend part à son premier match en senior, le 2 janvier 2009 en déplacement contre le MC Saïda.

## Statistiques
| Saison                | Club                  | Championnat           | Championnat | Championnat | Coupe(s) nationale(s) | Coupe(s) nationale(s) | Total | Total |
| Saison                | Club                  | Division              | M.          | B.          | M.                    | B.                    | M.    | B.    |
| 2008-2009             | USM Alger             | 1                     | 5           | 0           | 1                     | 0                     | 6     | 0     |
| 2009-2010             | USM Alger             | 1                     | 12          | 4           | 1                     | 0                     | 13    | 4     |
| 2010-2011             | USM Alger             | 1                     | 19          | 4           | 2                     | 0                     | 21    | 4     |
| 2011-2012             | USM Alger             | 1                     | 13          | 1           | 3                     | 0                     | 16    | 1     |
| 2012-2013             | MC Alger (prêt)       | 1                     | 11          | 0           | 1                     | 0                     | 12    | 0     |
| 2013-2014             | RC Arba               | 1                     | 10          | 0           | 1                     | 0                     | 11    | 0     |
| 2013-2014             | USM Blida             | 2                     | 12          | 2           | 0                     | 0                     | 12    | 2     |
| 2014-2015             | USM Blida             | 2                     | 3           | 0           | 0                     | 0                     | 3     | 0     |
| 2015-2016             | DRB Tadjenanet        | 1                     | 0           | 0           | 0                     | 0                     | 0     | 0     |
| 2016-2017             | WA Boufarik           | 2                     | -           | -           | -                     | -                     | 0     | 0     |
| 2017-2018             | WA Boufarik           | 3                     | -           | -           | -                     | -                     | 0     | 0     |
| 2018-2019             | ES Ben Aknoun         | 3                     | -           | -           | -                     | -                     | 0     | 0     |
| 2019-2020             | ES Ben Aknoun         | 3                     | -           | -           | -                     | -                     | 0     | 0     |
| 2020-2021             | ES Ben Aknoun         | 2                     | -           | -           | -                     | -                     | 0     | 0     |
| 2021-2022             | ES Ben Aknoun         | 2                     | -           | -           | -                     | -                     | 0     | 0     |
| Total sur la carrière | Total sur la carrière | Total sur la carrière | 85          | 11          | 9                     | 0                     | 94    | 11    |